# Bondari (Tambow)
Bondari (russisch Бо́ндари) ist ein Dorf (selo) in der Oblast Tambow in Russland mit 4052 Einwohnern (Stand 14. Oktober 2010).

## Geographie
Der Ort liegt etwa 50 km Luftlinie nordöstlich des Oblastverwaltungszentrums Tambow. Er befindet sich am linken Ufer des Flusses Großer Lomowis (Bolschoi Lomowis), der über die Kaschma zur Zna in Flusssystem der Wolga abfließt.
Bondari ist Verwaltungszentrum des Rajons Bondarski sowie Sitz der Landgemeinde (selskoje posselenije) Bondarski selsowet, zu der außerdem die zwei Siedlungen (possjolok) Perwoje otdelenije sowchosa „Bondarski“ („Erste Abteilung des Sowchos Bondarski“, westlich anschließend) und Stroitelny (3 km südöstlich) gehören.

## Geschichte
Der Ort wurde 1699 von Bauern des gut 10 km westlich gelegenen Dorfes Pachotny Ugol gegründet. Die Bezeichnung geht auf das russische bondar für „Böttcher“ zurück, entweder direkt auf die Tätigkeit oder auf den abgeleiteten Familiennamen Bondarew. 1725 schenkte Kaiserin Katharina I. dem Stallmeister Wassili Pospelow Ländereien um den Ort, der dort Leibeigene aus der Gegend um Liwny ansiedelte. Nach Pospelows Tochter Anastassija kam in Folge der Ortsname Anastassjewskoje in Gebrauch, der bis ins frühe 20. Jahrhundert bevorzugt verwendet wurde.
Das Dorf gehörte zum Ujesd Tambow, ab 1778 Bestandteil der Statthalterschaft Tambow und ab 1796 des Gouvernements Tambow, und wurde Sitz einer Wolost. Bis Ende des 19. Jahrhunderts entwickelte sich Anastassjewskoje/Bondari zu einem regional bedeutenden Handwerks- und Leichtindustriezentrum mit mehreren Tuchmanufakturen, einer Zucker- und einer Spirituosenfabrik.
Am 30. Juli 1928 wurde Bondari Verwaltungssitz eines nach ihm benannten Rajons der neugebildeten Zentralen Schwarzerde-Oblast (Zentralno-Tschernosjomnaja oblast), zunächst im Bestand des bis 1930 existierenden Okrugs Tambow. Mit Aufteilung der Oblast am 13. Juni 1934 kam der Ort mit dem Rajon zur Oblast Woronesch und am 27. September 1937 zur aus dieser herausgelösten Oblast Tambow. Vom 26. Dezember 1962 bis 12. Januar 1965 war der Rajon zwischenzeitlich aufgelöst und sein Territorium zwischen dem nördlich benachbarten Pitschajewski rajon und dem südlich benachbarten Rasskasowski rajon aufgeteilt.

### Bevölkerungsentwicklung
| Jahr | Einwohner |
| ---- | --------- |
| 1897 | 5466      |
| 1939 | 3234      |
| 1959 | 2695      |
| 1970 | 2744      |
| 1979 | 3444      |
| 1989 | 4364      |
| 2002 | 4068      |
| 2010 | 4052      |

Anmerkung: Volkszählungsdaten

## Verkehr
Östlich an Bondari vorbei verläuft eine Regionalstraße, die gut 25 km südlich an der föderalen Fernstraße R208 von Tambow nach Pensa beginnt und weiter über das nördlich benachbarte Rajonzentrum Pitschajewo nach Wernadowka führt; von Pitschajewo besteht außerdem Anbindung in Richtung Morschansk.
Die nächstgelegene Bahnstation ist etwa 30 km südlich Platonowka bei Kilometer 515 der Strecke (Moskau –) Mitschurinsk – Tambow – Saratow. In das nordöstlich an der Strecke Rjaschsk – Pensa – Sysran gelegene Wernadowka (Kilometer 492 ab Moskau) sind es knapp 50 km.